# A Lively Affair (film 1912 Young)
A Lively Affair è un cortometraggio muto del 1912 diretto da James Young.

## Produzione
Il film fu prodotto dalla Vitagraph Company of America.

## Distribuzione
Distribuito dalla General Film Company, il film - un cortometraggio di 180 metri - uscì nelle sale cinematografiche statunitensi il 16 luglio 1912.
Nelle proiezioni, veniva programmato con il sistema dello split reel, accorpato in un'unica bobina con un altro cortometraggio prodotto dalla Vitagraph, la commedia A Persistent Lover.